# Morti il 19 maggio
| Questa pagina contiene informazioni ricavate automaticamente dalle voci biografiche con l'ausilio del template Bio e di un bot. L'aggiornamento è periodico e automatico e ricostruisce completamente la pagina. Se manca una persona in questa lista, sei pregato di non aggiungerla, ma accertati piuttosto che la sua voce biografica contenga il template Bio e che i dati anagrafici siano correttamente compilati. Se il template Bio manca, inseriscilo tu stesso o, in alternativa, metti l'avviso {{tmp\|Bio}} che ne segnala la mancanza. Se i dati riportati sono sbagliati, correggi direttamente la voce biografica; le modifiche saranno visibili in questa lista entro pochi giorni. Per chiarimenti vedi il progetto biografie. La lista contiene solo le 509 persone che sono citate nell'enciclopedia e per le quali è stato implementato correttamente il template Bio. Pagina aggiornata al 13 ago 2025. |

## VIII secolo(1)
- 728 - Adolfo di Cambrai, vescovo francese

## IX secolo(1)
- 804 - Alcuino di York, filosofo, teologo e beato anglosassone

## X secolo(2)
- 956 - Ruotberto di Treviri, arcivescovo tedesco
- 988 - Dunstano di Canterbury, abate e arcivescovo anglosassone

## XI secolo(2)
- 1038 - Troian di Bulgaria, principe bulgaro
- 1048 - Stefano II di Troyes, conte

## XII secolo(4)
- 1102 - Stefano II di Blois, conte
- 1125 - Vladimir II di Kiev, sovrano (n. 1053)
- 1132 - Corrado I di Raitenbuch, vescovo cattolico e abate tedesco
- 1162 - Federico VI di Goseck, nobile tedesco

## XIII secolo(4)
- 1218 - Ottone IV di Brunswick, sovrano tedesco (n. 1175)
- 1246 - Umiliana de' Cerchi, religiosa italiana (n. 1219)
- 1280 - Salatiele, notaio, docente e giurista italiano (n. 1210)
- 1296 - Papa Celestino V, papa, religioso e santo italiano

## XIV secolo(9)
- 1303 - Ivo Hélory, presbitero francese (n. 1253)
- 1309 - Agostino Novello, religioso italiano (n. 1240)
- 1319 - Luigi d'Évreux, nobile (n. 1276)
- 1332 - Federico IV di Norimberga, nobile tedesco (n. 1287)
- 1352 - Elisabetta d'Austria, duchessa (n. 1285)
- 1361 - Étienne de la Garde, arcivescovo cattolico e cardinale francese
- 1363 - Maria di Blois, duchessa (n. 1323)
- 1389 - Demetrio di Russia, principe russo (n. 1350)
- 1396 - Giovanni I d'Aragona, re (n. 1350)

## XV secolo(3)
- 1432 - Giovanna di Valois, nobile francese (n. 1409)
- 1480 - Lawrence Booth, arcivescovo cattolico e politico inglese
- 1480 - Jan Długosz, storico e prete polacco (n. 1415)

## XVI secolo(10)
- 1508 - Antonio Surian, patriarca cattolico italiano (n. 1451)
- 1521 - Ludovico Camposampiero, ambasciatore e condottiero italiano
- 1526 - Go-Kashiwabara, imperatore giapponese (n. 1464)
- 1527 - Henry Algernon Percy, V conte di Northumberland, conte britannico (n. 1477)
- 1531 - Jan Łaski, arcivescovo cattolico e politico polacco (n. 1456)
- 1536 - Anna Bolena, sovrana britannica (n. 1507)
- 1540 - Johann Schwebel, teologo tedesco (n. 1490)
- 1594 - Nicolò di Gesù Maria Doria, banchiere e religioso italiano (n. 1539)
- 1595 - Giovanni Federico II di Sassonia, duca tedesco (n. 1529)
- 1600 - Abe Masakatsu, militare giapponese (n. 1541)

## XVII secolo(27)
- 1601 - Costanzo Porta, compositore italiano
- 1609 - García Hurtado de Mendoza, generale spagnolo (n. 1535)
- 1609 - Jacob Lorhard, filosofo tedesco (n. 1561)
- 1610 - Tomás Sánchez, gesuita e giurista spagnolo (n. 1550)
- 1612 - Gregorio Petrocchini, cardinale e vescovo cattolico italiano (n. 1536)
- 1612 - Barbara Sanseverino, nobile italiana (n. 1550)
- 1612 - Alfonso II Sanvitale, nobile italiano
- 1612 - Girolamo Sanvitale, nobile italiano (n. 1567)
- 1612 - Satake Yoshishige, militare giapponese (n. 1547)
- 1612 - Orazio Simonetta, nobile italiano
- 1612 - Pio Torelli, conte (n. 1578)
- 1613 - Domenico Bollani, vescovo cattolico italiano (n. 1552)
- 1618 - Filippo Massini, letterato e poeta italiano (n. 1559)
- 1622 - Dilaver Pascià, politico e militare ottomano
- 1623 - Mariam-uz-Zamani, principessa indiana (n. 1542)
- 1627 - Katharina Henot, tedesca (n. 1570)
- 1637 - Isaac Beeckman, fisico, filosofo e medico olandese (n. 1588)
- 1647 - Sebastian Vrancx, pittore e disegnatore fiammingo (n. 1573)
- 1653 - Elisabetta Lucrezia di Teschen, duchessa (n. 1599)
- 1656 - Giorgio Luigi di Nassau-Dillenburg, nobile tedesco (n. 1618)
- 1664 - Elisabetta di Borbone-Vendôme, nobile francese (n. 1614)
- 1668 - Philips Wouwerman, pittore e disegnatore olandese (n. 1619)
- 1670 - Ferdinando Ughelli, monaco cristiano, abate e storico italiano (n. 1595)
- 1671 - John Scudamore, I visconte Scudamore, politico e diplomatico inglese (n. 1601)
- 1673 - Ingen Ryūki, poeta e calligrafo cinese (n. 1592)
- 1675 - Ippolito Marracci, presbitero e teologo italiano (n. 1604)
- 1678 - Philipp Chemnitz, storico e teologo tedesco (n. 1605)

## XVIII secolo(25)
- 1707 - Jean II d'Estrées, ammiraglio francese (n. 1624)
- 1715 - Maria Elisabetta di Eggenberg, austriaca (n. 1640)
- 1717 - Melchior Friedrich von Schönborn-Buchheim, nobile e politico tedesco (n. 1644)
- 1728 - Claude Le Blanc, politico e nobile francese (n. 1669)
- 1740 - Teofilo da Corte, teologo italiano (n. 1676)
- 1741 - Thomas Twining, imprenditore britannico (n. 1675)
- 1750 - Crispino da Viterbo, religioso italiano (n. 1668)
- 1751 - Józef Potocki, condottiero polacco (n. 1673)
- 1753 - Jacques Aubert, compositore e violinista francese (n. 1689)
- 1758 - George Werner, architetto tedesco (n. 1682)
- 1762 - Giovanni Carbone, rivoluzionario italiano (n. 1724)
- 1762 - Francesco Loredan, doge (n. 1685)
- 1766 - Toubia Boutros El Khazen, patriarca cattolico libanese
- 1777 - Button Gwinnett, politico statunitense (n. 1735)
- 1785 - Vincenzo Martinelli, scrittore italiano (n. 1702)
- 1786 - John Stanley, compositore e organista britannico (n. 1712)
- 1789 - Giuseppe Bonito, pittore italiano (n. 1707)
- 1790 - Teresa Eletta Rivetti, mistica, scrittrice e monaca cristiana italiana (n. 1723)
- 1792 - Jean Bretagne Charles de La Trémoille, nobile e militare francese (n. 1737)
- 1793 - John Chetwynd-Talbot, I conte Talbot, nobile e politico inglese (n. 1749)
- 1795 - Josiah Bartlett, politico e medico statunitense (n. 1729)
- 1795 - James Boswell, scrittore, giurista e aforista scozzese (n. 1740)
- 1797 - Ernst Christoph von Kaunitz-Rietberg, diplomatico e nobile austriaco (n. 1737)
- 1799 - Nikolaj Petrovič Osipov, scrittore, poeta e traduttore russo (n. 1751)
- 1799 - Roger Vandercruse Lacroix, ebanista francese (n. 1728)

## XIX secolo(49)
- 1802 - Eustachio Biondelli, religioso e educatore italiano (n. 1731)
- 1819 - Giovanni Paolo Dolfin, vescovo cattolico italiano (n. 1736)
- 1819 - Francisco Marcó del Pont, militare spagnolo (n. 1770)
- 1821 - François-Henri de Franquetot de Coigny, nobile e generale francese (n. 1737)
- 1824 - Francis Maseres, giurista britannico (n. 1731)
- 1825 - Claude-Henri de Rouvroy de Saint-Simon, filosofo francese (n. 1760)
- 1827 - Pierre-Antoine Mongin, pittore e incisore francese (n. 1761)
- 1831 - Johann Friedrich von Eschscholtz, fisico, botanico e zoologo tedesco (n. 1793)
- 1832 - Salvatore Sforza Cesarini, VII principe di Genzano, principe italiano (n. 1798)
- 1834 - Teresa Pichler, attrice teatrale italiana (n. 1769)
- 1835 - Karl Georg Albrecht Ernst von Hake, generale prussiano (n. 1768)
- 1836 - Giovanni Maria Dettori, teologo italiano (n. 1773)
- 1837 - Alexander Hope, generale scozzese (n. 1769)
- 1838 - Richard Colt Hoare, archeologo, antiquario e scrittore inglese (n. 1758)
- 1840 - John Adair, politico e militare statunitense (n. 1757)
- 1843 - Charles Bagot, politico e diplomatico britannico (n. 1781)
- 1844 - Julien Pierre Anne Lalande, politico e ufficiale francese (n. 1787)
- 1845 - Jean Jacques Nicolas Huot, geologo, geografo e naturalista francese (n. 1790)
- 1854 - Adrien Guignet, pittore francese (n. 1816)
- 1854 - William Hulme Hooper, ufficiale e esploratore inglese (n. 1826)
- 1855 - Martin-Pierre Gauthier, architetto francese (n. 1790)
- 1859 - Giuseppe Brignone, politico italiano (n. 1808)
- 1859 - Heinrich Zollinger, botanico svizzero (n. 1818)
- 1860 - Philippe Le Bas, grecista, epigrafista e archeologo francese (n. 1794)
- 1864 - Nathaniel Hawthorne, scrittore statunitense (n. 1804)
- 1867 - Romualdo Tecco, diplomatico italiano (n. 1802)
- 1868 - Benjamin Guinness, imprenditore e filantropo irlandese (n. 1798)
- 1868 - Joseph Mazilier, ballerino e coreografo francese (n. 1801)
- 1869 - William Bent, imprenditore statunitense (n. 1809)
- 1869 - Marianna De Crescenzo, patriota italiana (n. 1817)
- 1871 - Théophile-Victor de Chevron Villette, politico francese (n. 1806)
- 1874 - Theodor Lichtenhein, scacchista tedesco (n. 1829)
- 1877 - Giuseppe Bacco, politico italiano (n. 1821)
- 1879 - Giovanni Battista Bassi, architetto, matematico e meteorologo italiano (n. 1792)
- 1881 - Johannes Albrecht Bernhard Dorn, orientalista tedesco (n. 1805)
- 1883 - Samo Chalupka, poeta e pastore protestante slovacco (n. 1812)
- 1883 - Giulio Especo y Vera, militare spagnolo (n. 1801)
- 1883 - Henri Rivière, ufficiale e scrittore francese (n. 1827)
- 1884 - Samuel Cutler Ward, politico statunitense (n. 1814)
- 1885 - Robert Emmet Odlum, nuotatore statunitense (n. 1851)
- 1885 - Julija Ivanovna Prušakevič, rivoluzionaria russa (n. 1848)
- 1885 - Thomas William Webb, astronomo britannico (n. 1807)
- 1887 - Otto Stobbe, giurista tedesco (n. 1831)
- 1890 - Domenico Merlo, politico italiano (n. 1813)
- 1895 - José Martí, scrittore, politico e rivoluzionario cubano (n. 1853)
- 1896 - Carlo Ludovico d'Asburgo-Lorena, nobile (n. 1833)
- 1897 - Heinrich Lossow, pittore e illustratore tedesco (n. 1843)
- 1898 - Gaetano Blandini, vescovo cattolico italiano (n. 1834)
- 1898 - William Ewart Gladstone, politico britannico (n. 1809)

## XX secolo(236)
- 1901 - Marthinus Wessel Pretorius, politico e militare boero (n. 1819)
- 1903 - Antonio Aggio, politico italiano (n. 1846)
- 1903 - Carl Snoilsky, poeta svedese (n. 1841)
- 1904 - Jamshedji Tata, imprenditore indiano (n. 1839)
- 1905 - François Marie Leroy, presbitero francese (n. 1828)
- 1906 - Gabriel Dumont, nativo americano (n. 1837)
- 1907 - Benjamin Baker, ingegnere inglese (n. 1840)
- 1907 - Ludwig Traube, filologo classico, paleografo e latinista tedesco (n. 1861)
- 1908 - Georg Emil Libert, pittore danese (n. 1820)
- 1909 - Henry Rogers, imprenditore statunitense (n. 1840)
- 1909 - Zayed I bin Khalifa Al Nahyan, sovrano emiratino (n. 1835)
- 1911 - Alice Hoschedé, francese (n. 1844)
- 1911 - Frederick Porter Vinton, pittore statunitense (n. 1846)
- 1912 - Marcelino Menéndez Pelayo, scrittore e politico spagnolo (n. 1856)
- 1912 - Bolesław Prus, scrittore e giornalista polacco (n. 1847)
- 1913 - Francesco Uetam, basso spagnolo (n. 1847)
- 1914 - Cesare Augusto Detti, pittore italiano (n. 1847)
- 1916 - Georges Boillot, pilota automobilistico e aviatore francese (n. 1884)
- 1916 - Damiano Chiesa, militare e patriota italiano (n. 1894)
- 1916 - Paolo Ferrario, militare italiano (n. 1883)
- 1917 - Belva Lockwood, avvocata, educatrice e scrittrice statunitense (n. 1830)
- 1918 - George Bent, militare nativo americano (n. 1843)
- 1918 - S. Rankin Drew, attore, regista e sceneggiatore statunitense (n. 1891)
- 1918 - Antoine Guillemet, pittore francese (n. 1841)
- 1918 - Ferdinand Hodler, pittore svizzero (n. 1853)
- 1918 - Raoul Lufbery, militare e aviatore francese (n. 1885)
- 1919 - Georges Lafenestre, storico dell'arte, poeta e scrittore francese (n. 1837)
- 1919 - Sven Olsson, calciatore svedese (n. 1889)
- 1920 - John Wassow, ginnasta e multiplista statunitense (n. 1879)
- 1921 - Michael Llewelyn Davies, britannico (n. 1900)
- 1921 - Edward Douglass White, politico e giurista statunitense (n. 1845)
- 1922 - Heinrich Quincke, medico tedesco (n. 1842)
- 1924 - Maria Bernarda Bütler, religiosa svizzera (n. 1848)
- 1925 - Viking Eggeling, pittore e regista svedese (n. 1880)
- 1925 - Kate Stoneman, avvocata, docente e attivista statunitense (n. 1841)
- 1926 - Mustapha Nador, cantante algerino (n. 1874)
- 1927 - Pio Donati, politico e avvocato italiano (n. 1881)
- 1927 - Ahmed Hikmet, scrittore turco (n. 1870)
- 1928 - Henry Franklin Gilbert, compositore statunitense (n. 1868)
- 1928 - Max Scheler, filosofo tedesco (n. 1874)
- 1929 - Dino Rulli, compositore e musicista italiano (n. 1891)
- 1931 - Gaetano Zirardini, giornalista, sindacalista e politico italiano (n. 1857)
- 1932 - Ivan Chudoleev, attore russo (n. 1875)
- 1932 - Edward Lawrence Levy, sollevatore, insegnante e scrittore britannico (n. 1851)
- 1932 - Charles Wallace Richmond, ornitologo statunitense (n. 1868)
- 1932 - Muriel Wheldale Onslow, chimica, biochimica e genetista britannica (n. 1880)
- 1934 - John Brinck, canottiere statunitense (n. 1908)
- 1934 - Edward William Nelson, ornitologo statunitense (n. 1855)
- 1934 - Emile Pierre Ratez, violista e compositore francese (n. 1851)
- 1935 - Thomas Edward Lawrence, agente segreto, militare e archeologo britannico (n. 1888)
- 1935 - Charles Martin Loeffler, compositore e musicista tedesco (n. 1861)
- 1936 - Sergio Abate, militare italiano (n. 1909)
- 1936 - Andrea Baldi, militare italiano (n. 1895)
- 1936 - Luigi Borsarelli di Rifreddo, imprenditore e politico italiano (n. 1856)
- 1936 - Pietro Castellacci, militare italiano (n. 1912)
- 1936 - Giuseppe Colapietro, militare italiano (n. 1895)
- 1936 - Adolfo Della Noce, militare italiano (n. 1908)
- 1936 - Enrico Muricchio, militare e medico italiano (n. 1910)
- 1937 - Jai Singh Prabhakar Bahadur, principe indiano (n. 1882)
- 1938 - John Frederick Bailey, botanico australiano (n. 1866)
- 1939 - Ahmet Ağaoğlu, politico e scrittore turco (n. 1869)
- 1939 - Karl Radek, rivoluzionario e politico sovietico (n. 1885)
- 1940 - Jules Noël, discobolo e pesista francese (n. 1903)
- 1941 - Bernardo Oddo, chimico italiano (n. 1882)
- 1942 - Alfred Baudrillart, cardinale e arcivescovo cattolico francese (n. 1859)
- 1942 - Filippo Cremonesi, banchiere e politico italiano (n. 1872)
- 1942 - Joseph Larmor, fisico e matematico irlandese (n. 1857)
- 1942 - Marcus Ward Lyon, zoologo e biologo statunitense (n. 1875)
- 1942 - Arthur Edward Waite, mistico e esoterista statunitense (n. 1857)
- 1943 - Luigi Maria Olivares, vescovo cattolico italiano (n. 1873)
- 1944 - Bruno Bussolin, militare italiano (n. 1921)
- 1944 - Albert Delannoy, lunghista e triplista francese (n. 1881)
- 1944 - Amos Arthur Heller, botanico statunitense (n. 1867)
- 1944 - Giovanni Carlo Odino, militare e partigiano italiano (n. 1894)
- 1944 - Isidoro Pestarino, partigiano italiano (n. 1920)
- 1945 - Philipp Bouhler, politico e generale tedesco (n. 1899)
- 1945 - Mario Carità, poliziotto, criminale di guerra e militare italiano (n. 1904)
- 1945 - Horace Finaly, banchiere francese (n. 1871)
- 1946 - Francesco Canero Medici, diplomatico e politico italiano (n. 1886)
- 1946 - Holger Forchhammer, medico, calciatore e dirigente sportivo danese (n. 1866)
- 1946 - Jozo Lozovina Mosor, rivoluzionario croato (n. 1919)
- 1946 - Booth Tarkington, scrittore e drammaturgo statunitense (n. 1869)
- 1946 - Hermina Walch-Kaminski, medica rumena (n. 1864)
- 1947 - Giovanni Delise, canottiere italiano (n. 1907)
- 1947 - John Heijning, calciatore olandese (n. 1884)
- 1949 - Thomas Heggen, scrittore statunitense (n. 1918)
- 1949 - Peter Jilemnický, scrittore, giornalista e politico ceco (n. 1901)
- 1949 - Paul Schultze-Naumburg, architetto tedesco (n. 1869)
- 1949 - Raoul de Boigne, tiratore a segno francese (n. 1862)
- 1950 - Peppino Garibaldi, generale e agente segreto italiano (n. 1879)
- 1950 - Pina Suriano, religiosa italiana (n. 1915)
- 1951 - Billie Bennett, attrice statunitense (n. 1874)
- 1951 - Romolo Manissero, aviatore e militare italiano (n. 1881)
- 1952 - Luigi Fabris, scultore e ceramista italiano (n. 1883)
- 1952 - Alfredo Melli, giornalista italiano (n. 1870)
- 1953 - Dámaso Berenguer, generale e politico spagnolo (n. 1873)
- 1953 - Federico Orlando, pittore italiano (n. 1875)
- 1954 - Charles Ives, compositore statunitense (n. 1874)
- 1955 - Antoun Boutros Arida, arcivescovo cattolico e patriarca cattolico libanese (n. 1863)
- 1955 - Concha Espina, scrittrice spagnola (n. 1869)
- 1956 - Gianni Vagnetti, pittore italiano (n. 1897)
- 1957 - Alice Milliat, nuotatrice, canoista e dirigente sportiva francese (n. 1884)
- 1958 - Archie Scott Brown, pilota automobilistico britannico (n. 1927)
- 1958 - Carl Carlsen, lottatore danese (n. 1880)
- 1958 - Ronald Colman, attore britannico (n. 1891)
- 1958 - Marie Pujmanová, scrittrice ceca (n. 1893)
- 1959 - Murray Carleton, golfista statunitense (n. 1885)
- 1959 - Bob Cortner, pilota automobilistico statunitense (n. 1927)
- 1959 - Francesco Mercoli, sollevatore italiano (n. 1894)
- 1960 - Mario Gromo, giornalista, scrittore e critico cinematografico italiano (n. 1901)
- 1961 - Gaetano Aliberti, architetto e decoratore italiano (n. 1888)
- 1961 - Grace George, attrice statunitense (n. 1879)
- 1961 - Angelo Nicolato, politico e oculista italiano (n. 1888)
- 1961 - Giovanni Pegna, militare e ingegnere aeronautico italiano (n. 1888)
- 1962 - Fausto Brancolini, calciatore italiano (n. 1902)
- 1962 - Alessandro Degai, pittore russo (n. 1890)
- 1962 - Gabriele Münter, pittrice tedesca (n. 1877)
- 1963 - Lauro Bordin, ciclista su strada, fotografo e fotoreporter italiano (n. 1890)
- 1963 - Margarete Matzenauer, contralto e mezzosoprano ungherese (n. 1881)
- 1963 - Walter Russell, artista e filosofo statunitense (n. 1871)
- 1963 - Luana Walters, attrice statunitense (n. 1912)
- 1964 - Anthony Kimmins, regista e sceneggiatore britannico (n. 1901)
- 1965 - Erik Abrahamsson, lunghista e hockeista su ghiaccio svedese (n. 1898)
- 1965 - Maria Dąbrowska, scrittrice polacca (n. 1889)
- 1966 - Little Man Popwell, giocatore di poker statunitense (n. 1912)
- 1967 - Elmo Hope, pianista, compositore e arrangiatore statunitense (n. 1923)
- 1967 - Dušan Milošević, calciatore, nuotatore e velocista serbo (n. 1894)
- 1968 - Emil Schwegler, ginnasta e multiplista statunitense (n. 1879)
- 1968 - Wilhelm Trabandt, generale tedesco (n. 1891)
- 1969 - Coleman Hawkins, sassofonista statunitense (n. 1904)
- 1969 - Onofrio Jannuzzi, politico e avvocato italiano (n. 1902)
- 1969 - Eberhard von Mackensen, generale tedesco (n. 1889)
- 1969 - Giulio Trevisani, scrittore italiano (n. 1890)
- 1969 - Vasco Valerio, tennista e produttore cinematografico italiano (n. 1910)
- 1970 - Giovanni Pietro Ferrari, scultore italiano (n. 1884)
- 1970 - Halvard Lange, politico norvegese (n. 1902)
- 1970 - Giovanni Menzani, politico, partigiano e antifascista italiano (n. 1920)
- 1970 - Paolo Sturzenegger, calciatore svizzero (n. 1902)
- 1970 - August Zamoyski, scultore polacco (n. 1893)
- 1970 - Jaroslav Černý, egittologo ceco (n. 1898)
- 1971 - Tullio d'Albisola, ceramista, scultore e editore italiano (n. 1899)
- 1971 - Vera Bergman, attrice tedesca (n. 1920)
- 1971 - Albert Guinchard, calciatore svizzero (n. 1914)
- 1971 - Margherita Nicosia Margani, etruscologa e latinista italiana (n. 1900)
- 1971 - Ogden Nash, poeta statunitense (n. 1902)
- 1971 - Tommy Thomson, ostacolista canadese (n. 1895)
- 1972 - Narciso Alonso Cortés, saggista spagnolo (n. 1875)
- 1972 - Nicola Groppa, magistrato italiano (n. 1890)
- 1972 - Armando Nisti, rugbista a 15 e allenatore di hockey su prato italiano (n. 1898)
- 1972 - Rito Selvaggi, compositore, direttore d'orchestra e pianista italiano (n. 1898)
- 1973 - David Milford Hume, chirurgo statunitense (n. 1917)
- 1973 - Luciano Trolli, nuotatore e ingegnere italiano (n. 1904)
- 1973 - Anton Zwerina, sollevatore austriaco (n. 1900)
- 1974 - Alessandro Scotti, politico italiano (n. 1889)
- 1975 - Marino Klinger, calciatore colombiano (n. 1936)
- 1975 - Smilo von Lüttwitz, generale tedesco (n. 1895)
- 1975 - Jacques Natanson, drammaturgo, regista e sceneggiatore francese (n. 1901)
- 1978 - Carl Hansen, calciatore danese (n. 1898)
- 1978 - Italo Rossi, allenatore di calcio e calciatore italiano (n. 1898)
- 1979 - Sigfrid Lundberg, ciclista su strada svedese (n. 1895)
- 1979 - Ed Souza, calciatore statunitense (n. 1921)
- 1979 - Carlo Trabucco, giornalista, scrittore e politico italiano (n. 1898)
- 1980 - Pino Amato, politico italiano (n. 1930)
- 1980 - Gustavo Le Paige, religioso e archeologo cileno (n. 1903)
- 1980 - Ray Rennahan, direttore della fotografia statunitense (n. 1896)
- 1981 - Stefano Margotti, tiratore a segno italiano (n. 1900)
- 1982 - Willem Bokhoven, pallanuotista olandese (n. 1901)
- 1982 - Aleksandr Fёdorovič Borisov, attore e regista sovietico (n. 1905)
- 1982 - Guido Fovana, calciatore italiano (n. 1920)
- 1982 - Zoltán Opata, calciatore e allenatore di calcio ungherese (n. 1900)
- 1983 - Enrico Bonessa, generale e ingegnere italiano (n. 1891)
- 1983 - Giuseppe Izzo, generale italiano (n. 1904)
- 1983 - Jean Rey, avvocato e politico belga (n. 1902)
- 1983 - Walther Stennes, generale e politico tedesco (n. 1895)
- 1984 - Cleo Balbo, schermitrice e mezzofondista italiana (n. 1919)
- 1984 - John Betjeman, poeta britannico (n. 1906)
- 1984 - Bill Holland, pilota automobilistico statunitense (n. 1907)
- 1984 - Valerij Voronin, calciatore sovietico (n. 1939)
- 1985 - Toni Lander, ballerina danese (n. 1931)
- 1985 - John Martin, critico musicale e critico d'arte statunitense (n. 1893)
- 1985 - Primitivo Martínez, cestista filippino (n. 1912)
- 1985 - Alfredo Mayo, attore spagnolo (n. 1911)
- 1985 - Bruno Molajoli, storico dell'arte e museologo italiano (n. 1905)
- 1985 - Víctor Rodríguez Andrade, calciatore uruguaiano (n. 1927)
- 1985 - Tapio Wirkkala, designer e scultore finlandese (n. 1915)
- 1986 - Tibor Nyilas, schermidore statunitense (n. 1914)
- 1986 - Knut Rød, avvocato norvegese (n. 1900)
- 1986 - Anatolij Ivanovič Šapovalov, ingegnere sovietico (n. 1940)
- 1987 - Hamid Reza Chitgar, politico e ingegnere iraniano (n. 1949)
- 1987 - Almerigo Grilz, politico e giornalista italiano (n. 1953)
- 1987 - Valentín Paz-Andrade, poeta, scrittore e politico spagnolo (n. 1898)
- 1987 - Stanisław Szukalski, scultore e pittore polacco (n. 1893)
- 1987 - James Tiptree Jr., autrice di fantascienza statunitense (n. 1915)
- 1988 - Giancarlo Castelli, calciatore e allenatore di calcio italiano (n. 1918)
- 1988 - Kurt Caesar Hoffmann, ammiraglio tedesco (n. 1895)
- 1988 - Barbara Laage, attrice francese (n. 1920)
- 1988 - Lloyd Vaughan, animatore statunitense (n. 1909)
- 1989 - Anton Diffring, attore tedesco (n. 1918)
- 1989 - Cyril Lionel Robert James, storico, scrittore e politico trinidadiano (n. 1901)
- 1989 - Mario Puppo, critico letterario italiano (n. 1913)
- 1989 - Robert Webber, attore statunitense (n. 1924)
- 1990 - Ted Cook, cestista statunitense (n. 1921)
- 1990 - Devraha Baba, mistico indiano
- 1990 - Hector Dyer, velocista statunitense (n. 1910)
- 1991 - Gabino Arregui, calciatore argentino (n. 1914)
- 1991 - Wim Lakenberg, calciatore olandese (n. 1921)
- 1991 - Mario Panzeri, paroliere e compositore italiano (n. 1911)
- 1991 - Gonario Pinna, avvocato, saggista e scrittore italiano (n. 1898)
- 1992 - Bruno Pradal, attore francese (n. 1949)
- 1993 - Lucien Troupel, calciatore e allenatore di calcio francese (n. 1919)
- 1994 - Vincenzo Bonandrini, politico e sociologo italiano (n. 1944)
- 1994 - Giovanni Brambilla, politico, sindacalista e partigiano italiano (n. 1910)
- 1994 - Joseph Chatt, chimico britannico (n. 1914)
- 1994 - Jacques Ellul, sociologo e teologo francese (n. 1912)
- 1994 - Jacqueline Kennedy Onassis, first lady statunitense (n. 1929)
- 1994 - Luis Ocaña, ciclista su strada spagnolo (n. 1945)
- 1995 - Silvio Amadio, regista e sceneggiatore italiano (n. 1926)
- 1995 - Giuseppe Costamagna, politico italiano (n. 1924)
- 1995 - Trevor Lewis, pallanuotista britannico (n. 1919)
- 1995 - Jakov Aleksandrovič Segel', regista sovietico (n. 1923)
- 1995 - Andy Shuford, attore e militare statunitense (n. 1917)
- 1996 - John Beradino, attore e giocatore di baseball statunitense (n. 1917)
- 1996 - Herbert Büchs, generale tedesco (n. 1913)
- 1996 - Jake Ford, cestista statunitense (n. 1945)
- 1997 - Francesco Bartoli, critico d'arte italiano (n. 1933)
- 1997 - Paolo Panelli, attore, comico e conduttore televisivo italiano (n. 1925)
- 1997 - Troy Ruttman, pilota automobilistico statunitense (n. 1930)
- 1998 - Sōsuke Uno, politico giapponese (n. 1922)
- 1999 - Candy Candido, attore e doppiatore statunitense (n. 1913)
- 1999 - Rebecca Elson, astronoma e scrittrice canadese (n. 1960)
- 1999 - Kalevi Pakarinen, pentatleta e schermidore finlandese (n. 1935)
- 2000 - Johnny Baldwin, pilota automobilistico statunitense (n. 1922)
- 2000 - Evgenij Vasil'evič Chrunov, cosmonauta sovietico (n. 1933)
- 2000 - Vincenzo Damiano, calciatore italiano (n. 1943)
- 2000 - Petter Hugsted, saltatore con gli sci norvegese (n. 1921)
- 2000 - Krum Milev, allenatore di calcio e calciatore bulgaro (n. 1915)

## XXI secolo(134)
- 2001 - Hans Mayer, giurista e germanista tedesco (n. 1907)
- 2001 - Gianfranco Moroldo, fotografo italiano (n. 1927)
- 2001 - Jesús Suevos, giornalista, politico e dirigente pubblico spagnolo (n. 1907)
- 2001 - Marino Vernier, magistrato italiano (n. 1917)
- 2002 - Renzo Barbera, imprenditore e dirigente sportivo italiano (n. 1920)
- 2002 - John Gorton, politico australiano (n. 1911)
- 2002 - Earl Hammond, attore, doppiatore e conduttore radiofonico statunitense (n. 1921)
- 2002 - Eric Karlsson, calciatore svedese (n. 1915)
- 2002 - Giuseppe Maria Scotese, pittore e regista italiano (n. 1916)
- 2003 - Ludwig Lachner, calciatore tedesco (n. 1910)
- 2004 - Augusto Frigo, saltatore con gli sci italiano (n. 1918)
- 2004 - Carl Raddatz, attore tedesco (n. 1912)
- 2004 - Leonid Ščerbakov, triplista sovietico (n. 1927)
- 2005 - John Arthur, pugile sudafricano (n. 1929)
- 2005 - Henry Corden, attore e doppiatore canadese (n. 1920)
- 2005 - Batya Gur, scrittrice e critica letteraria israeliana (n. 1947)
- 2005 - Gianni Milner, avvocato italiano (n. 1926)
- 2006 - Dan-I, cantante giamaicano (n. 1956)
- 2006 - Robert Makzoumi, cestista egiziano (n. 1918)
- 2007 - Edda Ducci, filosofa italiana (n. 1929)
- 2007 - Jack Findlay, pilota motociclistico australiano (n. 1935)
- 2007 - Antonio Frova, archeologo italiano (n. 1914)
- 2008 - Yogi Bough, cestista e allenatore di pallacanestro statunitense (n. 1921)
- 2008 - Nigel Cassidy, calciatore inglese (n. 1945)
- 2008 - Donald Murphy, attore statunitense (n. 1918)
- 2008 - Paul Schlupp, cestista francese (n. 1930)
- 2008 - Vijay Tendulkar, scrittore, drammaturgo e sceneggiatore indiano (n. 1928)
- 2009 - Mino Bordignon, direttore di coro italiano (n. 1921)
- 2009 - Aldo De Fazio, allenatore di calcio e calciatore italiano (n. 1927)
- 2009 - Robert Furchgott, biochimico statunitense (n. 1916)
- 2009 - Ho Meng-hua, regista e sceneggiatore cinese (n. 1923)
- 2009 - Andrej Evgen'evič Ivanov, calciatore sovietico (n. 1967)
- 2009 - Fabio Mauri, artista, scrittore e drammaturgo italiano (n. 1926)
- 2009 - Nicholas Maw, compositore e musicista britannico (n. 1935)
- 2009 - Jabr Muadi, politico israeliano (n. 1919)
- 2010 - Fabio Polenghi, fotografo italiano (n. 1962)
- 2010 - Harry Vos, calciatore olandese (n. 1946)
- 2011 - Phyllis Avery, attrice statunitense (n. 1922)
- 2011 - Rudolph Binion, storico statunitense (n. 1927)
- 2011 - Garret FitzGerald, politico, economista e avvocato irlandese (n. 1926)
- 2011 - Kathy Kirby, cantante britannica (n. 1938)
- 2011 - Koichi Tohei, artista marziale giapponese (n. 1920)
- 2011 - Alda Noni, soprano italiano (n. 1916)
- 2011 - Giovanni Pettinato, storico e assiriologo italiano (n. 1934)
- 2011 - Vladimir Ryžkin, calciatore sovietico (n. 1930)
- 2011 - Cesare Scurati, pedagogista italiano (n. 1937)
- 2011 - Neždet Zalev, lottatore bulgaro (n. 1937)
- 2012 - Vladimer Aptsiauri, schermidore sovietico (n. 1962)
- 2012 - Bob Boozer, cestista statunitense (n. 1937)
- 2012 - Ian Burgess, pilota di Formula 1 inglese (n. 1930)
- 2012 - Gerhard Hetz, nuotatore tedesco (n. 1942)
- 2013 - Casimiro Bonfiglio, sindacalista, funzionario e politico italiano (n. 1925)
- 2013 - Carlo Monni, attore italiano (n. 1943)
- 2013 - Franklin White, danzatore britannico (n. 1924)
- 2014 - Simon Andrews, pilota motociclistico britannico (n. 1982)
- 2014 - Odoardo Baldi, fantino e driver italiano (n. 1921)
- 2014 - Thérèse Bertherat, fisioterapista francese (n. 1931)
- 2014 - Jack Brabham, pilota automobilistico, imprenditore e dirigente sportivo australiano (n. 1926)
- 2014 - Armando Carini, attore italiano (n. 1931)
- 2014 - Mario Missiroli, regista e direttore artistico italiano (n. 1934)
- 2014 - Zbigniew Pietrzykowski, pugile e politico polacco (n. 1934)
- 2015 - Luciano Delfino, calciatore e allenatore di calcio italiano (n. 1932)
- 2015 - Gerald Götting, politico tedesco (n. 1923)
- 2015 - Renato Spurio, allenatore di calcio e calciatore italiano (n. 1930)
- 2015 - Vittorio Zaccaria, filologo e critico letterario italiano (n. 1916)
- 2016 - Alexandre Astruc, regista, sceneggiatore e critico cinematografico francese (n. 1923)
- 2016 - Carla Bizzarri, attrice italiana (n. 1920)
- 2016 - Nilo Faldon, presbitero e scrittore italiano (n. 1921)
- 2016 - Hugh Honour, storico dell'arte e scrittore inglese (n. 1927)
- 2016 - Aldo Jacovitti, politico italiano (n. 1923)
- 2016 - Marco Pannella, politico e attivista italiano (n. 1930)
- 2016 - Armando Romeo, cantautore e compositore italiano (n. 1924)
- 2016 - Alan Young, attore, doppiatore e sceneggiatore britannico (n. 1919)
- 2017 - Silvio Balderi, politico italiano (n. 1923)
- 2017 - David Bystroň, calciatore ceco (n. 1982)
- 2017 - Claudio Generali, imprenditore svizzero (n. 1943)
- 2017 - Stanley Greene, fotoreporter statunitense (n. 1949)
- 2017 - Roger Haudegand, cestista francese (n. 1932)
- 2017 - Nawshirwan Mustafa, politico e storico curdo (n. 1944)
- 2017 - Stanislav Evgrafovič Petrov, militare sovietico (n. 1939)
- 2017 - Pia Soli, scrittrice, giornalista e storica italiana (n. 1933)
- 2018 - Jarir Houmane, calciatore marocchino (n. 1944)
- 2018 - Nicola Iacobacci, poeta e letterato italiano (n. 1935)
- 2018 - Robert Indiana, artista, scenografo e costumista statunitense (n. 1928)
- 2018 - Maya Jribi, politica e biologa tunisina (n. 1960)
- 2018 - Bernard Lewis, storico e orientalista britannico (n. 1916)
- 2018 - Reggie Lucas, musicista, produttore discografico e chitarrista statunitense (n. 1953)
- 2018 - Vincent McEveety, regista e produttore televisivo statunitense (n. 1929)
- 2018 - Giovanni Pace, politico italiano (n. 1933)
- 2019 - Nanni Balestrini, poeta, scrittore e saggista italiano (n. 1935)
- 2019 - Gabriel Bermúdez Castillo, autore di fantascienza spagnolo (n. 1934)
- 2019 - Bogdan Konopka, fotografo e critico d'arte polacco (n. 1953)
- 2019 - Amédée Grab, vescovo cattolico svizzero (n. 1930)
- 2019 - Ingemar Hedberg, canoista svedese (n. 1920)
- 2020 - Richard Anuszkiewicz, pittore statunitense (n. 1930)
- 2020 - Annie Glenn, attivista statunitense (n. 1920)
- 2020 - Charles Nyamiti, presbitero e teologo tanzaniano (n. 1931)
- 2020 - Norman G. Thomas, astronomo statunitense (n. 1930)
- 2020 - Ravi Zacharias, teologo, saggista e pastore protestante canadese (n. 1946)
- 2021 - Lee Evans, velocista statunitense (n. 1947)
- 2021 - David Anthony Kraft, fumettista e editore statunitense (n. 1952)
- 2021 - Margherita Marchione, religiosa, filosofa e biografa statunitense (n. 1922)
- 2021 - Plinio Mesciulam, artista, pittore e scultore italiano (n. 1926)
- 2021 - Paul Mooney, comico, attore e scrittore statunitense (n. 1941)
- 2021 - Nedo Lorenzo Poli, politico italiano (n. 1948)
- 2021 - Aleksandr Privalov, biatleta sovietico (n. 1933)
- 2021 - Guillermo Sepúlveda, calciatore messicano (n. 1934)
- 2021 - Martin Turnovský, direttore d'orchestra ceco (n. 1928)
- 2022 - Jean-Louis Comolli, regista, critico cinematografico e critico musicale francese (n. 1941)
- 2022 - Hyon Chol-hae, generale e politico nordcoreano (n. 1934)
- 2022 - Dušan Kabát, calciatore cecoslovacco (n. 1944)
- 2022 - Sam Smith, cestista statunitense (n. 1944)
- 2022 - Lucio Valle, politico e avvocato italiano (n. 1936)
- 2022 - Bernard Wright, tastierista e cantante statunitense (n. 1963)
- 2022 - Jan Zagers, ciclista su strada belga (n. 1931)
- 2023 - Martin Amis, scrittore, saggista e sceneggiatore britannico (n. 1949)
- 2023 - Pete Brown, poeta, paroliere e produttore discografico britannico (n. 1940)
- 2023 - Dževad Karahasan, scrittore, filosofo e drammaturgo bosniaco (n. 1953)
- 2023 - Timothy J. Keller, teologo e saggista statunitense (n. 1950)
- 2023 - Andy Rourke, bassista britannico (n. 1964)
- 2024 - Hossein Amir-Abdollahian, diplomatico e politico iraniano (n. 1964)
- 2024 - Richard Foronjy, attore statunitense (n. 1937)
- 2024 - Bob Grant, giocatore di football americano statunitense (n. 1946)
- 2024 - Ian Hamilton, calciatore inglese (n. 1950)
- 2024 - Jim Otto, giocatore di football americano statunitense (n. 1938)
- 2024 - Oreste Peccedi, allenatore di sci alpino italiano (n. 1939)
- 2024 - Franchino, disc jockey italiano (n. 1953)
- 2024 - Ebrahim Raisi, politico e magistrato iraniano (n. 1960)
- 2025 - Alec Farrall, calciatore inglese (n. 1936)
- 2025 - Colton Ford, cantante e attore pornografico statunitense (n. 1962)
- 2025 - J. Arch Getty, storico statunitense (n. 1950)
- 2025 - Jurij Grigorovič, ballerino, coreografo e direttore artistico russo (n. 1927)
- 2025 - Kathleen Hughes, attrice statunitense (n. 1928)
- 2025 - Ignacio Rodríguez Bahena, calciatore e allenatore di calcio messicano (n. 1956)

## Senza anno specificato(2)
- Adelaide di Metz, nobile tedesca
- Antonio Zacara da Teramo, compositore e cantore italiano